# Мерзликин, Элвис
Э́лвис Мерзли́кин (латыш. Elvis Merzļikins; род. 13 апреля 1994, Рига) — латвийский хоккеист, вратарь «Коламбус Блю Джекетс», выступающего в НХЛ. Игрок сборной Латвии.

## Биография
Родился в семье предпринимателя Вячеслава Мерзликина и Сандры Ванагой-Матскиной. Старший брат Ренарс. Когда мальчику было три года, без вести пропал отец. Мать в одиночку растила двоих сыновей.
Женат, имеет сына, названного Нокс Матисс, в честь бывшего напарника по команде и в сборной Матисса Кивлениекса, погибшего в результате несчастного случая 4 июля 2021 года.
Помимо родного латышского языка также владеет в совершенстве русским, итальянским и английским языками.

## Клубная карьера

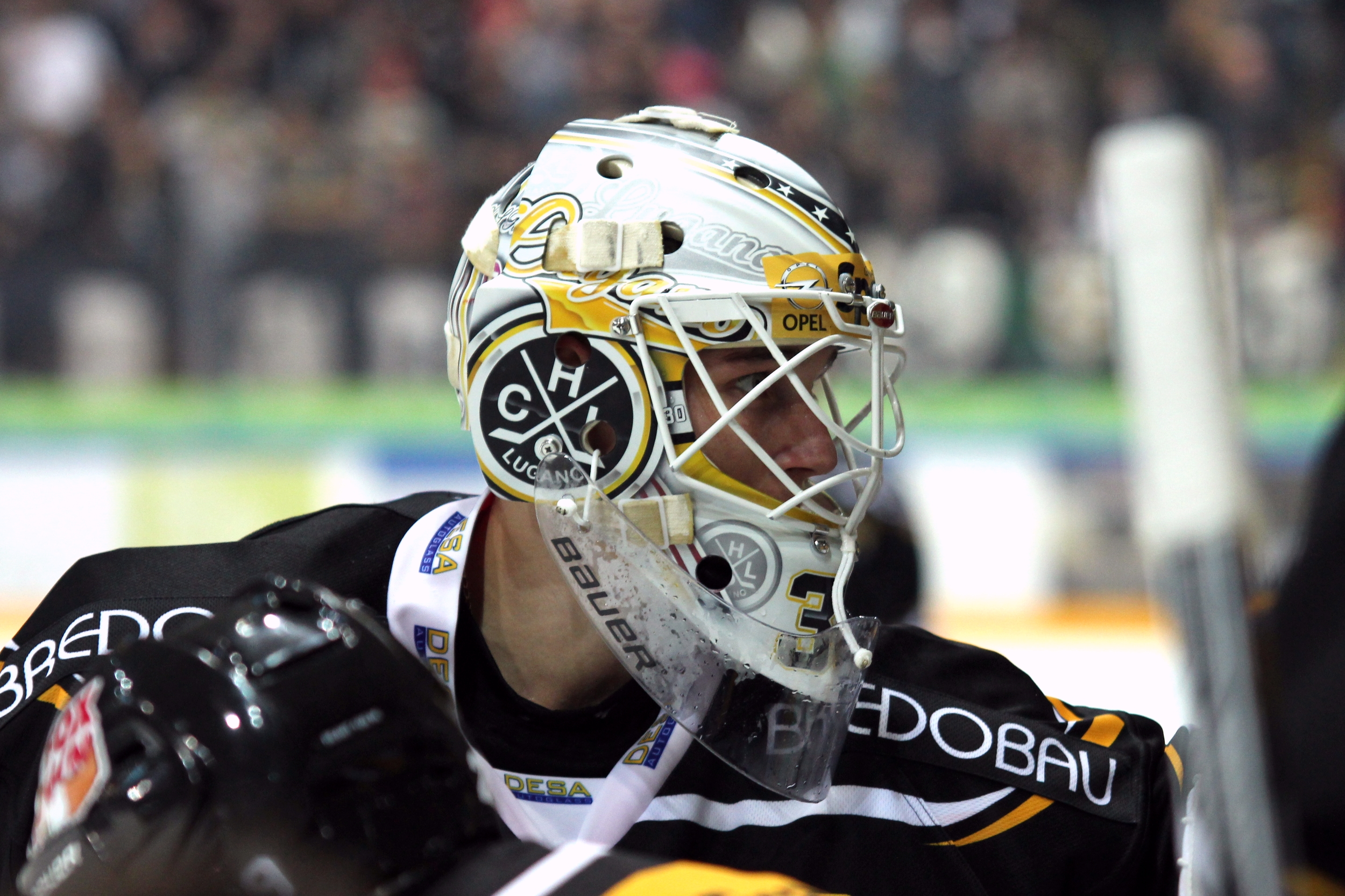
2015 год

Был выбран во время драфта НХЛ 2014 года американским клубом «Коламбус Блю Джекетс». В течение сезона 2012/13 провёл несколько матчей на скамейке запасных «Лугано»; дебютировал в основном составе 28 сентября 2013 года в матче против «Лозанны» («Лугано» одержал победу 2:1).
20 марта 2019 года подписал однолетний контракт новичка с клубом НХЛ «Коламбус Блю Джекетс», выступал за фарм-клуб из АХЛ «Кливленд Монстерз». Дебютировал в НХЛ 5 октября 2019 года в матче против «Питтсбург Пингвинз», пропустив 7 шайб к концу матча, после чего снова был отправлен в АХЛ. Первую победу в качестве стартового вратаря одержал 31 декабря 2019 года в матче против «Флорида Пантерс».
23 апреля 2020 года «Коламбус Блю Джекетс» продлили соглашение с вратарём на 2 года.
21 сентября 2021 подписал с «Блю Джекетс» новый пятилетний контракт.

## Международная карьера
Принял участие в чемпионате мира 2012 и 2013 среди юниоров.
Был выбран сборной Латвии на чемпионат мира 2016, и вышел в стартовом составе уже в первом матче против Швеции (латвийцы проиграли 1:2 в овертайме).
Также выступал на чемпионатах мира 2017, 2018, 2019 и 2022 годов в качестве первого вратаря сборной.